# Giostra dei Caroselli
La  Giostra dei Caroselli è il titolo di un dipinto realizzato per tramandare il ricordo di una spettacolare festa - tenutasi a Roma il 28 febbraio 1656, durante il Carnevale di quell'anno - organizzata dalla famiglia Barberini in onore di Cristina di Svezia. A Filippo Gagliardi spettano gli sfondi architettonici della composizione mentre il Lauri dipinse le tante figure (più di duecento) degli spettatori e dei protagonisti della scena che compaiono nella grande tela.
L'opera è una delle più significative testimonianze giunteci sulla festa e sul teatro del periodo barocco, tesi, con la ricchezza degli apparati, delle scenografie, dei costumi e grazie all'uso di ardimentose macchine sceniche, a stupire, entusiasmare, ingannare i sensi dello spettatore, in una parola a meravigliarlo.

## Storia

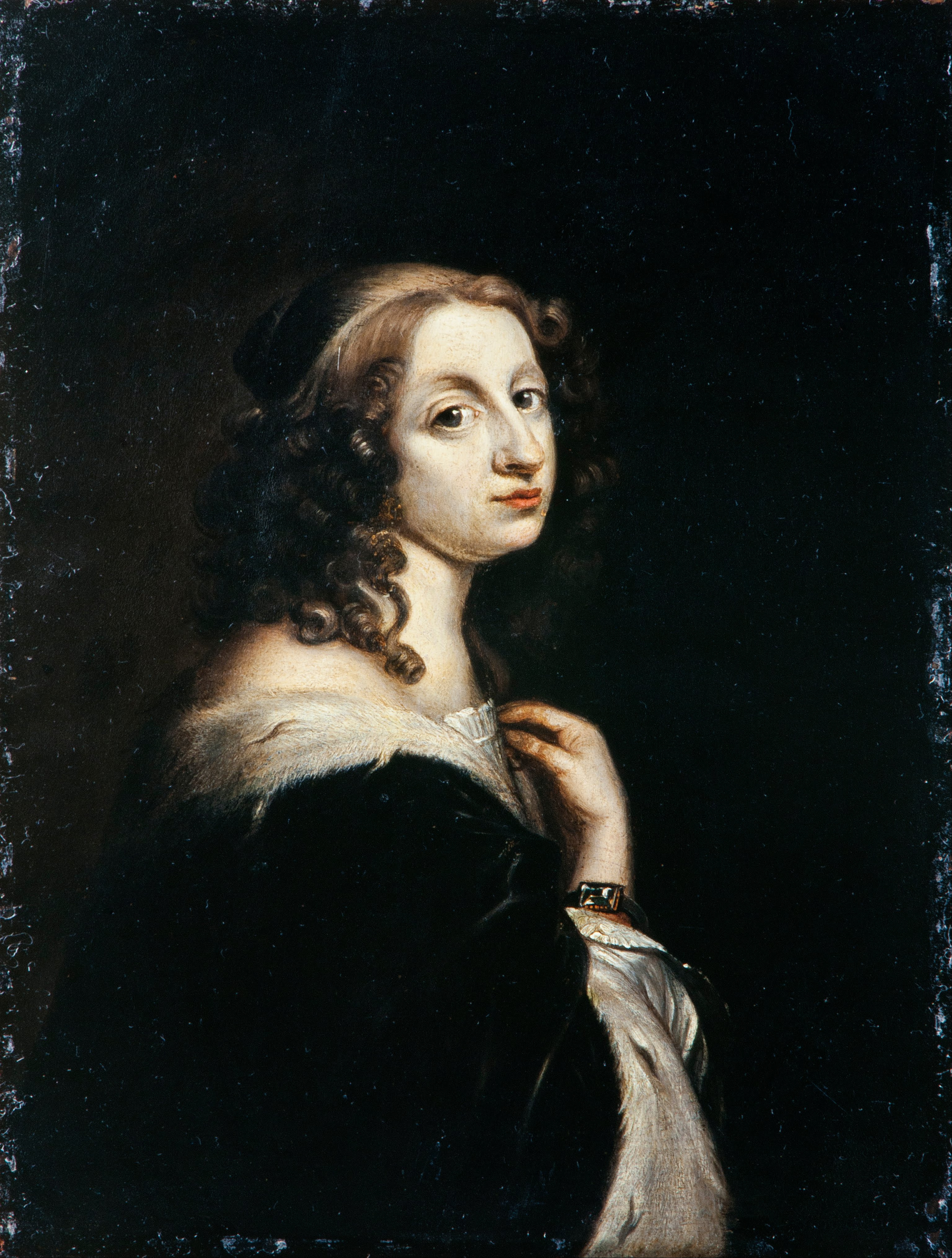
David Beck, Ritratto di Cristina di Svezia, 1650 ca., Stoccolma, Livrustkammaren

La regina scandinava aveva poco prima abbandonato la fede protestante per abbracciare il cattolicesimo, scelta che aveva comportato la sua abdicazione dal trono svedese non essendo quel Paese - fieramente luterano - disposto ad accettare un sovrano “papista”. Cristina aveva così lasciato la Svezia scegliendo infine di stabilirsi a Roma.
Il papa Alessandro VII, da poco asceso al soglio, accolse Cristina con ogni onore, ravvisando nella sua conversione e nella di lei venuta nella Città eterna l'occasione per inscenare la celebrazione propagandistica di un grande successo del cattolicesimo. La Svezia infatti non era solo un paese protestante ma con la vittoria della Guerra dei trent'anni - nel corso della quale gli svedesi si erano coperti di gloria - era divenuta nei fatti la nazione capofila di quel credo, nonché una delle potenze emergenti sullo scacchiere europeo.

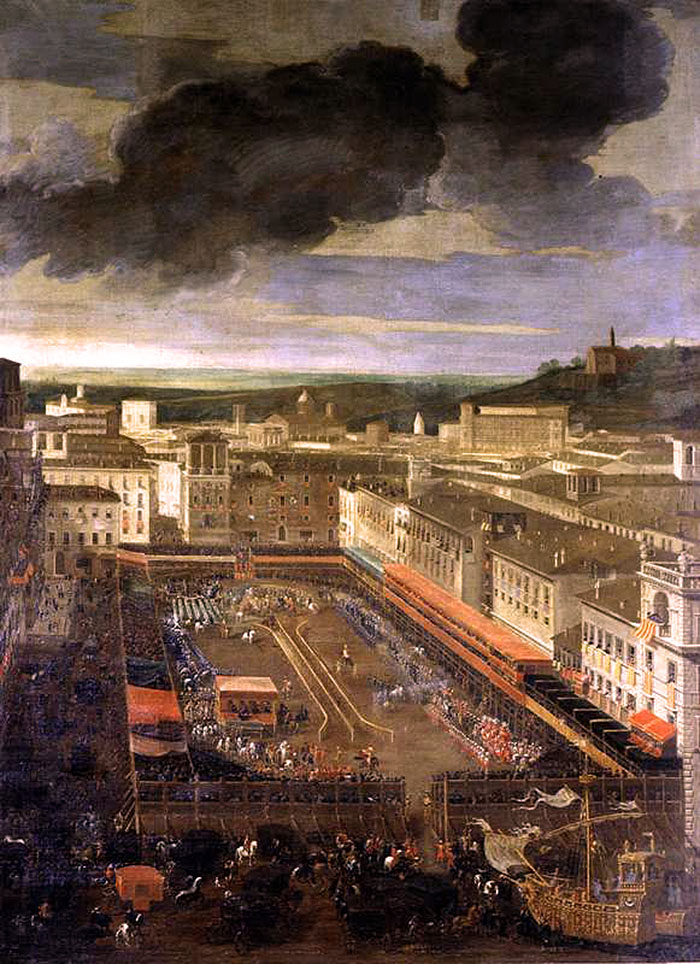
Filippo Gagliardi e Agostino Tassi, La Giostra del Saracino del 1634, 1656-1659, Roma, Palazzo Braschi

Cristina fu quindi trionfalmente accolta dal papa: il suo solenne ingresso in Città, avvenuto nel dicembre del 1655, segnò l'avvio di una serie di grandi celebrazioni in suo onore.
Anche la nobiltà romana fece a gara per offrire fastosi festeggiamenti alla regina e l'arrivo del Carnevale - festività amatissima nella Roma del tempo - era un'ottima occasione a tal fine.
I Barberini vollero primeggiare nelle feste per Cristina: per la casata infatti era anche l'occasione per lanciare un preciso messaggio all'Urbe. Se i Barberini avevano dovuto assumere una posizione defilata durante il pontificato di Innocenzo X Pamphilj - papa loro ostile che li tenne lontani dal potere e di fatto ne impose il sostanziale esilio in Francia - con il nuovo pontefice Chigi, seduto sulla Cattedra di Pietro grazie al decisivo appoggio dei Barberini, le cose erano cambiate. I Barberini vollero far capire alla Città di essere tornati sulla scena ricchi e potenti come in passato. Lo sfarzo e la magnificenza dei festeggiamenti da loro organizzati per la regina svedese durante il Carnevale del 1656 avrebbero dovuto essere il primo inequivocabile segnale in questo senso.
La Giostra dei Caroselli - oggetto del dipinto di Gagliardi e Lauri - fu il culmine delle celebrazioni barberiniane per Cristina nonché una delle più spettacolari (e costose) feste barocche del Seicento romano: il carosello del 1656 infatti fece rivivere e forse superò il ricordo di un'altra, già quasi leggendaria, festa carnascialesca, organizzata non a caso ancora dai Barberini, cioè la Giostra del Saracino del 1634, inscenata a Piazza Navona durante il pontificato di Maffeo Barberini (al soglio Urbano VIII).
Una dettagliata descrizione della Giostra del 1656 ci è stata tramandata da Galeazzo Gualdo Priorato nella sua Historia della Sacra Real Maestà Christina Alessandra Regina di Svezia (1656).

## Descrizione

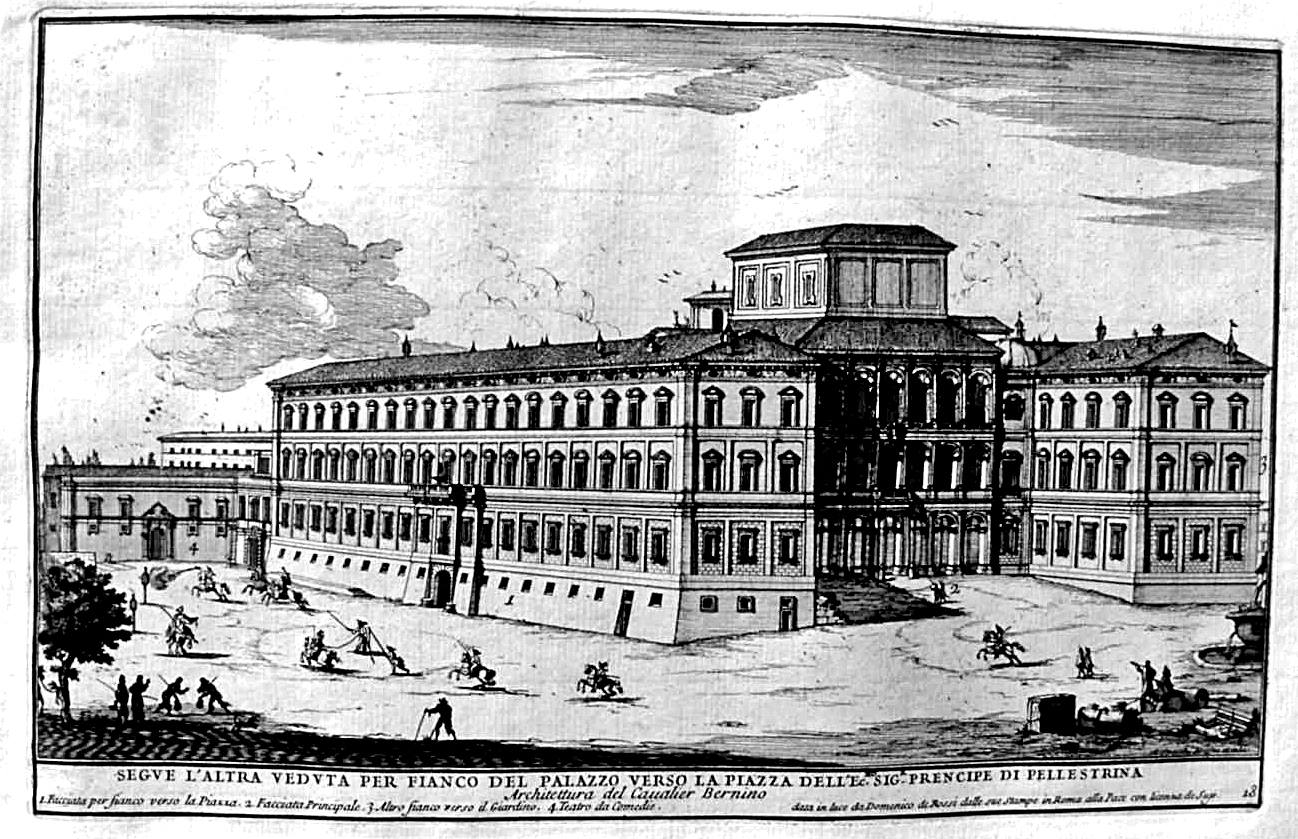
Alessandro Specchi, Veduta di Palazzo Barberini sul lato prospiciente il Cortile della Cavallerizza, spazio oggi sostanzialmente coincidente con le attuali Via e Piazza Barberini. L'edificio contrassegnato con il numero 4 nell'incisione è il teatro privato dei Barberini visibile anche nel dipinto di Gagliardi e Lauri

Tutto si svolge in uno dei cortili esterni di Palazzo Barberini (il Cortile della Cavallerizza, in larga parte ora coincidente con l'attuale Via Barberini): sul lato destro del quadro vediamo la fiancata Nord dell'insigne dimora nobiliare, mentre al centro del dipinto si scorge la facciata (seminascosta dagli spalti in legno montati per l'occasione) del teatro dei Barberini: in particolare si vede il portale del teatro, disegnato alcuni anni addietro da Pietro da Cortona.
Il piazzale è contornato da una struttura provvisoria in legno, riccamente decorata, che contiene spalti e gradinate per il pubblico (parte di questa struttura poggia sullo stesso palazzo e sull'edificio che ospitava il teatro). Lungo tutto il perimetro esterno dell'effimero teatro ligneo e poi sulle tettoie degli spalti ardono, in innumerevoli bracieri di foggia ricercata, delle fiaccole che illuminano a giorno il cortile.

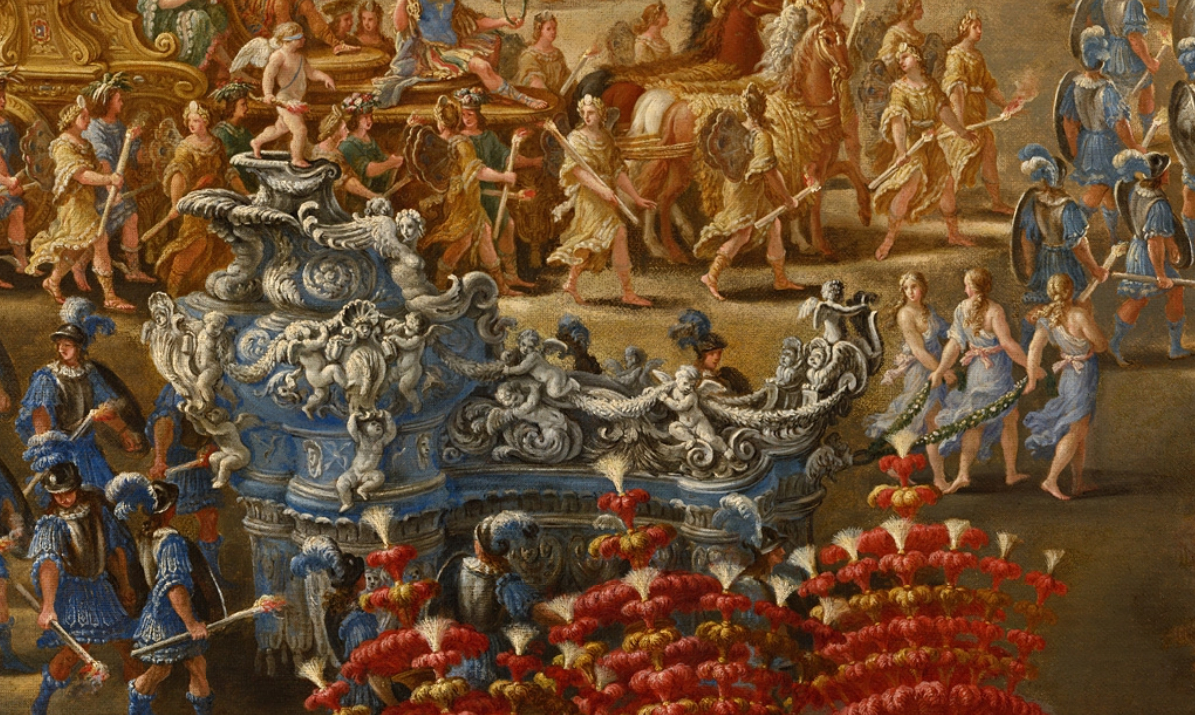
Il carro di Roma festiva o Amore

Sul lato dell'arena che fronteggia il palazzo si apre uno sfarzoso portale istoriato in rilievo con le fatiche di Ercole. Da alcune finestre dell'attico di quest'arco trionfale si vedono dei musici le cui melodie accompagnarono la festa.
Proprio di fronte al portale, sul balcone del primo piano che si apre sulla facciata Nord di Palazzo Barberini, vi è il palco d'onore allestito con ricchi tendaggi di velluto rosso bordati d'oro. Qui era seduta Cristina di Svezia (che nel quadro di Palazzo Braschi è quasi scomparsa per un deperimento del colore) accompagnata da cinque cardinali. Di quattro di essi conosciamo l'identità grazie al resoconto del Priorato: si tratta dei cardinali Jean-François Paul de Gondi (cardinale di Retz), Lorenzo Imperiali, Federico Borromeo e Decio Azzolino che tanta parte avrà nelle future vicende romane della regina svedese. Verosimilmente il quinto porporato che vediamo nella postazione d'onore è Francesco Barberini.
Altri cardinali sono su un altro palco allestito in corrispondenza del balcone del secondo piano (proprio sopra quello d'onore). Due ordini di spalti girano lungo l'arena: qui siedono le dame della nobiltà romana, che vediamo in abiti elegantissimi, prelati e cavalieri. Vi sono poi, sul lato opposto alla facciata del palazzo, due grandi gradinate per il popolo: alcuni spettatori sono in maschera a ricordarci che siamo a Carnevale.

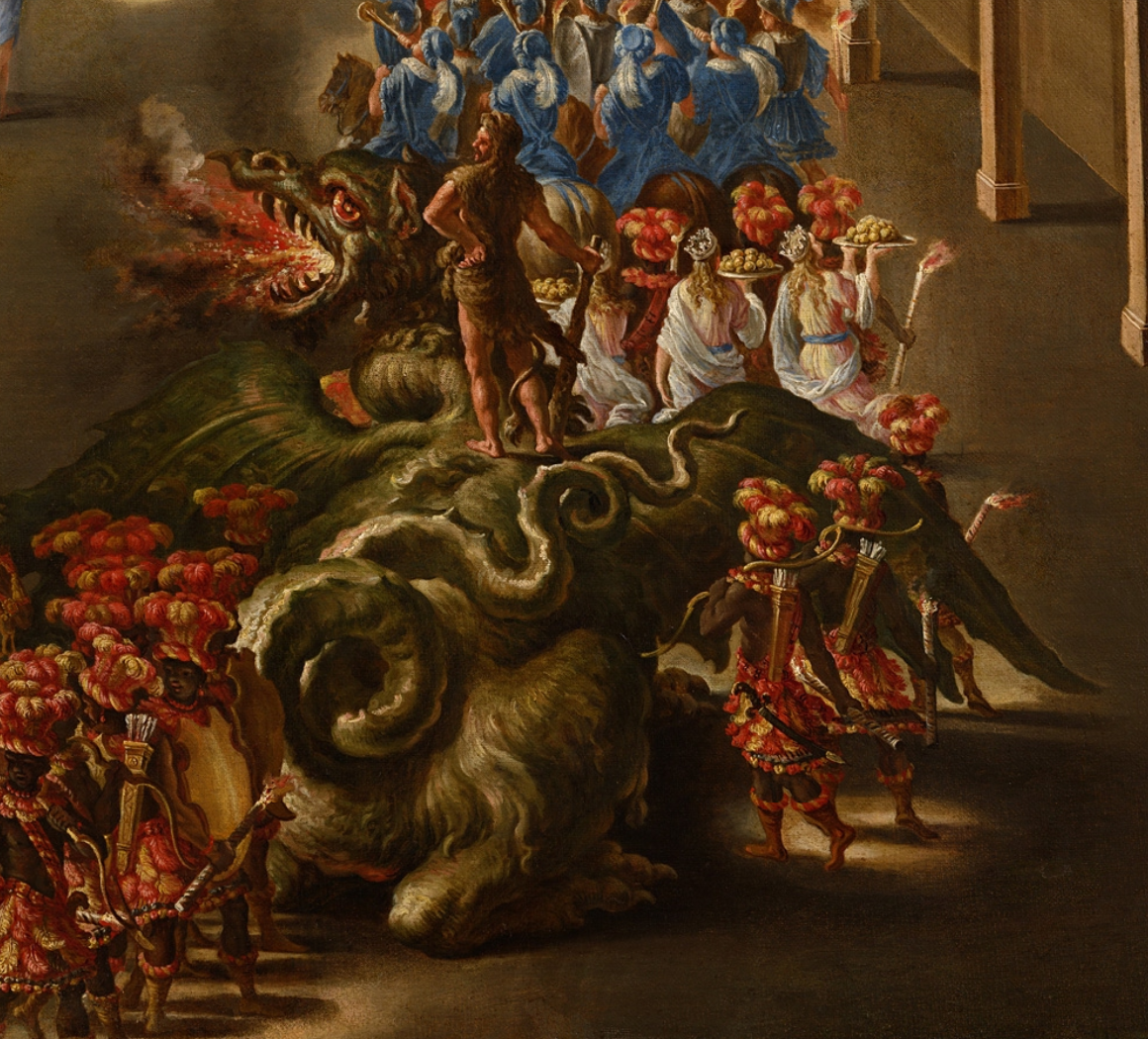
Il carro di Ercole

Quest'effimero teatro, realizzato senza badare a spese, come si evince dallo sfarzo dei decori, era capace di ospitare tremila spettatori: per costruirlo i Barberini non si fecero scrupolo di abbattere alcuni edifici di loro proprietà che occupavano parte del cortile. Nonostante la capienza della struttura, non tutti riuscirono ad assistere alla festa: con gusto quasi da quadro di genere vediamo nella tela di Palazzo Braschi (in basso a destra) delle guardie armate che respingono energicamente gli ultimi arrivati (ma alcuni cavalieri, riconoscibili dall'eleganza dell'abito, dalle spade e dai vistosi simboli dell'ordine di appartenenza, passano).
Per allestire il teatro e realizzare la scenografia dello spettacolo i Barberini si rivolsero a Giovanni Francesco Grimaldi, pittore ed architetto bolognese richiestissimo anche come artefice di apparati festivi e fondali teatrali.

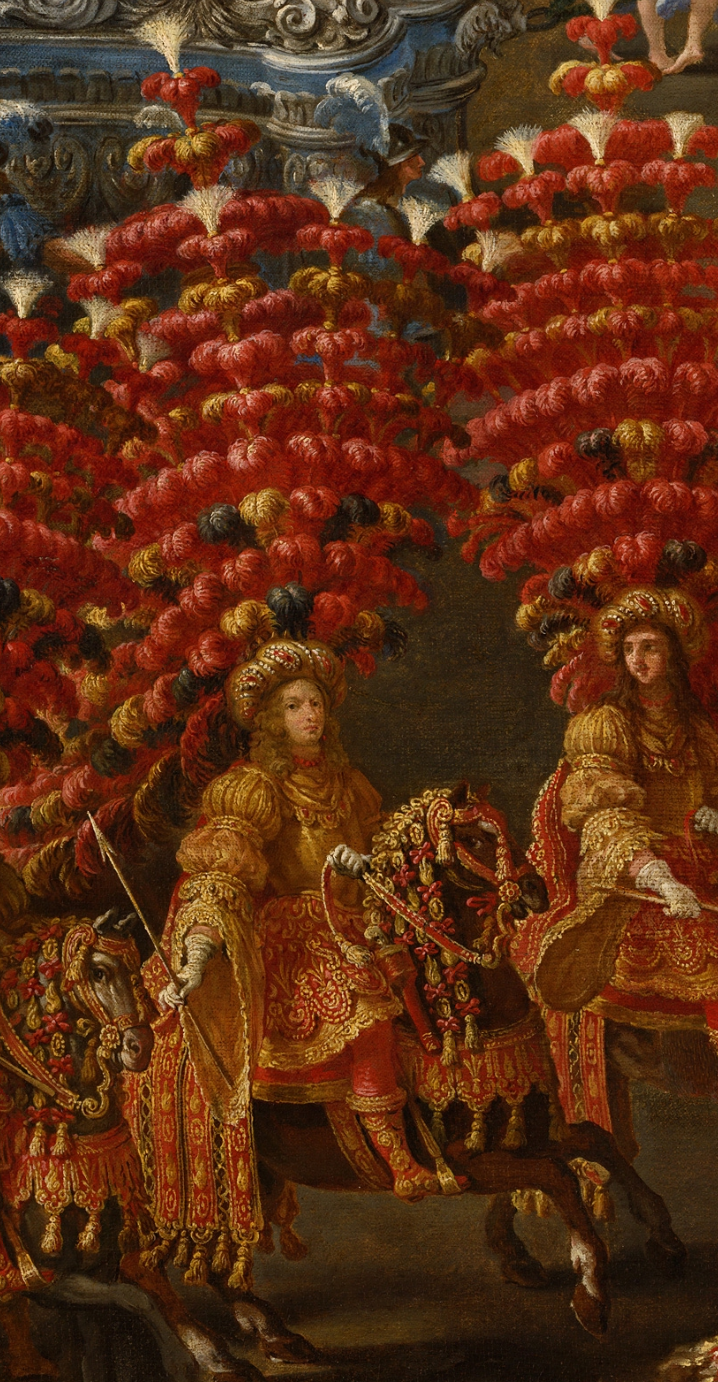
Maffeo Barberini Principe di Palestrina in costume da Amazzone

Venendo allo spettacolo vero e proprio, è il Priorato che ci racconta come esso si svolse. Sulla scena si fronteggiano due squadre contrapposte: i Cavalieri e le Amazzoni. I primi indossano costumi turchesi bordati d'argento e le Amazzoni sono abbigliate in rosso ed oro. Gli splendidi finimenti dei cavalli hanno gli stessi colori. Tanto i Cavalieri che le Amazzoni indossano degli elmi con grandissime e fantasiose pennacchiere. Ognuna delle squadre di cavallerizzi (che erano dodici per parte) è assistita da una lunga schiera di palafrenieri a piedi loro similmente abbigliati.
Ciascuna delle parti in campo aveva un proprio carro allegorico dall'ornamentazione ricchissima. Il carro dei Cavalieri (come si evince dai colori turchese ed argento) è, nel resoconto del Priorato, quello di Roma festiva che ha assunto le sembianze di Amore. Questo carro è trainato dalle Grazie che dedicano un canto di lodi alla regina Cristina.
Il carro della schiera contrapposta allegorizza lo Sdegno ed è guidato dalle Furie.
Le Grazie e le Furie, con un dialogo in musica, lanciano la sfida tra le rispettive schiere. Segue un arditissimo carosello equestre in cui Cavalieri ed Amazzoni, al suono delle trombe, inscenano una battaglia alla pistola (le armi sono ovviamente caricate a salve).
A questo punto irrompe sulla scena una spettacolare macchina teatrale: un terzo carro in foggia di drago che sputa fiamme reali. Sopra di esso vi è Ercole che invita i contendenti ad interrompere la tenzone. Al seguito del carro di Ercole fanno ingresso nel piazzale le Esperidi che nel dipinto di Palazzo di Braschi vediamo con dei vassoi colmi dei celeberrimi pomi d'oro del loro giardino. I frutti sono distribuiti tra Cavalieri ed Amazzoni. Ha luogo quindi una nuova contesa equestre che è ora combattuta con il reciproco lancio dei pomi delle Esperidi.
A portare definitivamente la pace è il quarto ed ultimo carro che arriva sulla scena: quello di Apollo. Sul suo carro, oltre allo stesso Febo, vi sono altri quattro figuranti che rappresentano le stagioni e un quinto in veste di Giano bifronte. Tutt'intorno al carro ventiquattro fanciulle raffigurano le ore del giorno.
Apollo intona un nuovo canto elogiativo della regina svedese al termine del quale le due fazioni, ora finalmente concordi, sfilano in parata lungo il cortile. Alla testa del corteo equestre, in primo piano al centro del dipinto, è raffigurato, mentre in costume da Amazzone guarda verso lo spettatore, il padrone di casa Maffeo Barberini, Principe di Palestrina.
Altro momento di rilievo della festa - omesso nel dipinto ma annotato dal Priorato - fu uno spettacolare gioco pirotecnico che precedette il carosello, ulteriore elemento che contribuì a fare della Giostra per Cristina un evento memorabile.

## Il significato allegorico della Giostra dei Caroselli

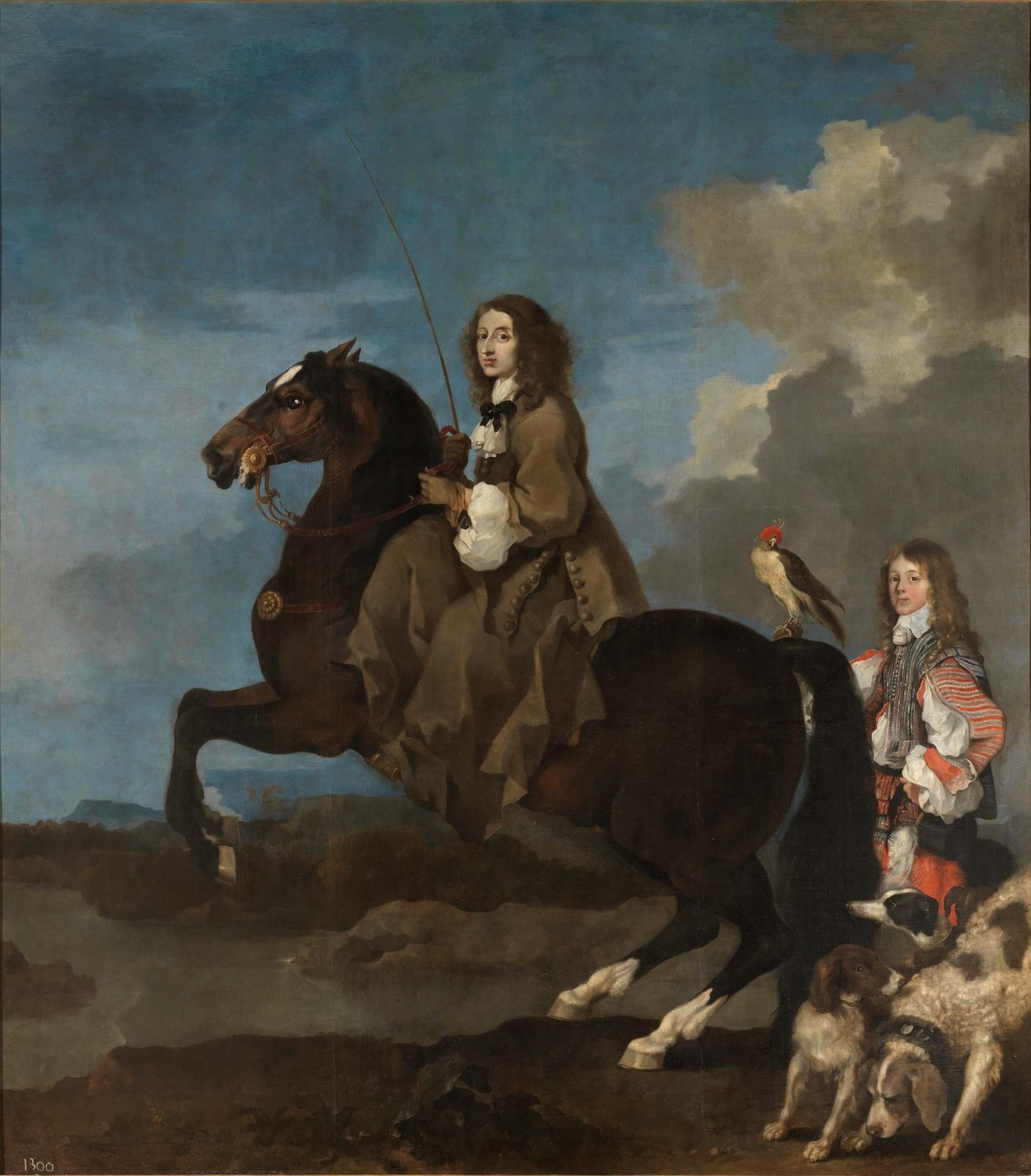
Sébastien Bourdon, Ritratto equestre di Cristina di Svezia, 1653, Madrid, Museo del Prado

Se il Priorato ci ha lasciato una particolareggiata descrizione dello svolgimento della festa, nulla dice del significato allegorico che essa deve pure aver avuto: i tanti simboli che compaiono sulla scena, infatti, non possono essere casuali.
Alcune ipotesi interpretative sono state avanzate dagli studi moderni, ma in sostanza il significato ultimo dello spettacolare carosello forse non è stato ancora del tutto identificato.
In ogni caso, elemento relativamente condiviso è la plausibile associazione tra le Amazzoni e Cristina di Svezia. La sovrana era infatti nota per il suo portamento virile (aspetto fonte anche di maldicenze) ed era altresì un'abile cavallerizza, dote che ella stessa volle fosse immortalata anche nel noto ritratto equestre del Prado.
D'altra parte, simboliche associazioni tra Cristina e le Amazzoni vi erano già state in più occasioni, a partire dalle celebrazioni per la sua incoronazione a regina di Svezia del 1650.
Da questo punto di partenza, una prima ipotesi interpretativa è che il carosello del 1656 metta in scena l'omaggio di Roma in veste d'Amore alla regina-Amazzone che ha appunto scelto quale meta per la sua nuova vita (e fede) la Città eterna.
Questa chiave di lettura incontra però la difficoltà di dare una spiegazione alla presenza dello Sdegno nella schiera delle Amazzoni: si tratta infatti di una figura che chiama con immediatezza alla mente un concetto negativo, poco consono ad un'allegoria encomiastica. In effetti, secondo la tesi in discorso, lo Sdegno in questo caso dovrebbe in realtà essere inteso come un riferimento all'origine “barbarica” di Cristina, e quindi alla forza istintuale dei popoli del Nord-Europa, nonché un'allusione alla fermezza di carattere della sovrana scandinava. Lo Sdegno infatti nell'Iconologia di Cesare Ripa, quantunque negativamente connotato, suscita la forza, e il vigore per superar tutte le difficoltà.

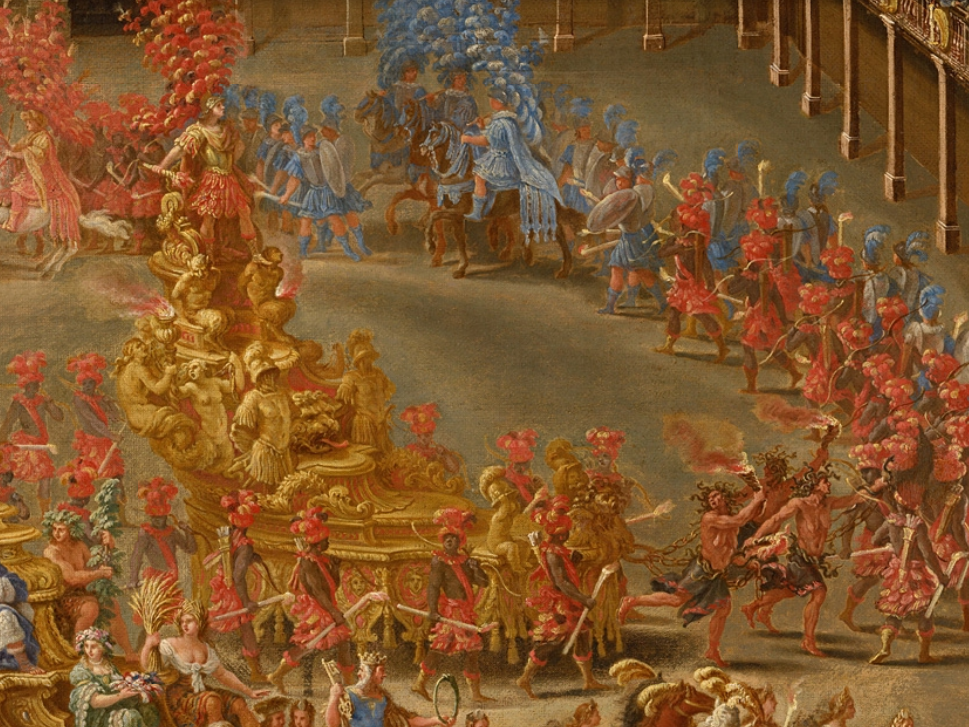
Il carro dello Sdegno

Altra posizione, pur condividendo il collegamento tra Cristina e le Amazzoni, ritiene che nella festa del 1656 tale associazione, più che alle virtù virili della regina, alluda ad altro aspetto del mito che vede infine le marziali virago deporre le armi ed abbandonare la lotta.
Si rileva infatti che poco prima dell'arrivo di Cristina a Roma, tra gli omaggi allestiti per la regina ad Ancona - dove ella fece tappa lungo il viaggio per l'Urbe - venne eretto un effimero arco di trionfo nella cui decorazione Cristina di Svezia è raffigurata in veste di Talestri, regina delle Amazzoni che abbandonò le sue compagne per sottomettersi ad Alessandro Magno. Ovvia allusione alla conversione della sovrana svedese e al suo rifugiarsi tra le braccia di Alessandro VII Chigi.
In questo senso quindi il significato allegorico di fondo del carosello dovrebbe alludere al rifiuto di Cristina del credo protestante.

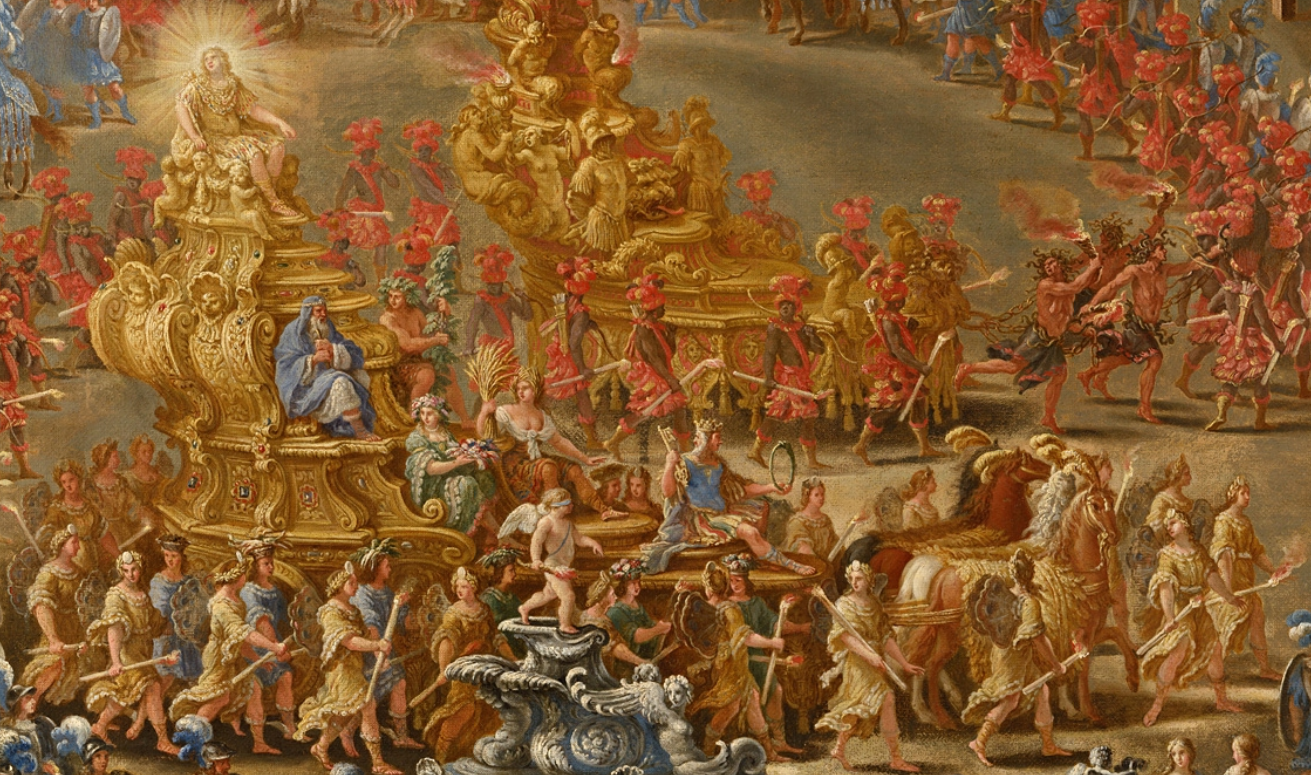
Il carro di Apollo

In questa chiave tutt'altra è la simbologia del carro dello Sdegno guidato dalle Furie, che andrebbe inteso come trasposizione metaforica dell'eresia, tale ritenendosi, per i cattolici, la dottrina delle chiese riformate. Il carro ad esso contrapposto, Roma-Amore, andrebbe invece inteso come allegoria dell'ortodossia cattolica.
Altro elemento di complicazione per la decodificazione dell'allegoria della Giostra barberiniana sta nel fatto che secondo alcuni i colori dei due schieramenti presenti nell'arena sarebbero quelli di Cristina - il turchese e il bianco - da un lato, e, dall'altro, il rosso ed oro del papa. Se questa associazione dei colori è esatta anche la stessa identificazione tra Cristina e le Amazzoni diventa di più difficile argomentazione (vestendo queste i colori del papa e non della sovrana svedese). Non necessariamente però i colori che vediamo nel piazzale di Palazzo Barberini devono essere spiegati in questo senso, ma potrebbero essere piuttosto l'espressione di una precisa valenza semantica che la moda e le nascenti teorie del teatro di epoca barocca attribuivano alle tinte di abiti e costumi.
Apollo che infine porta la concordia tra le parti, in quanto dio del sole, astro simbolo di regalità, potrebbe veicolare il concetto che Cristina, nonostante l'abdicazione dal trono di Svezia, agli occhi di Roma e quindi di tutto l'ecumene cattolico, è ancora e sempre titolare di dignità regia.

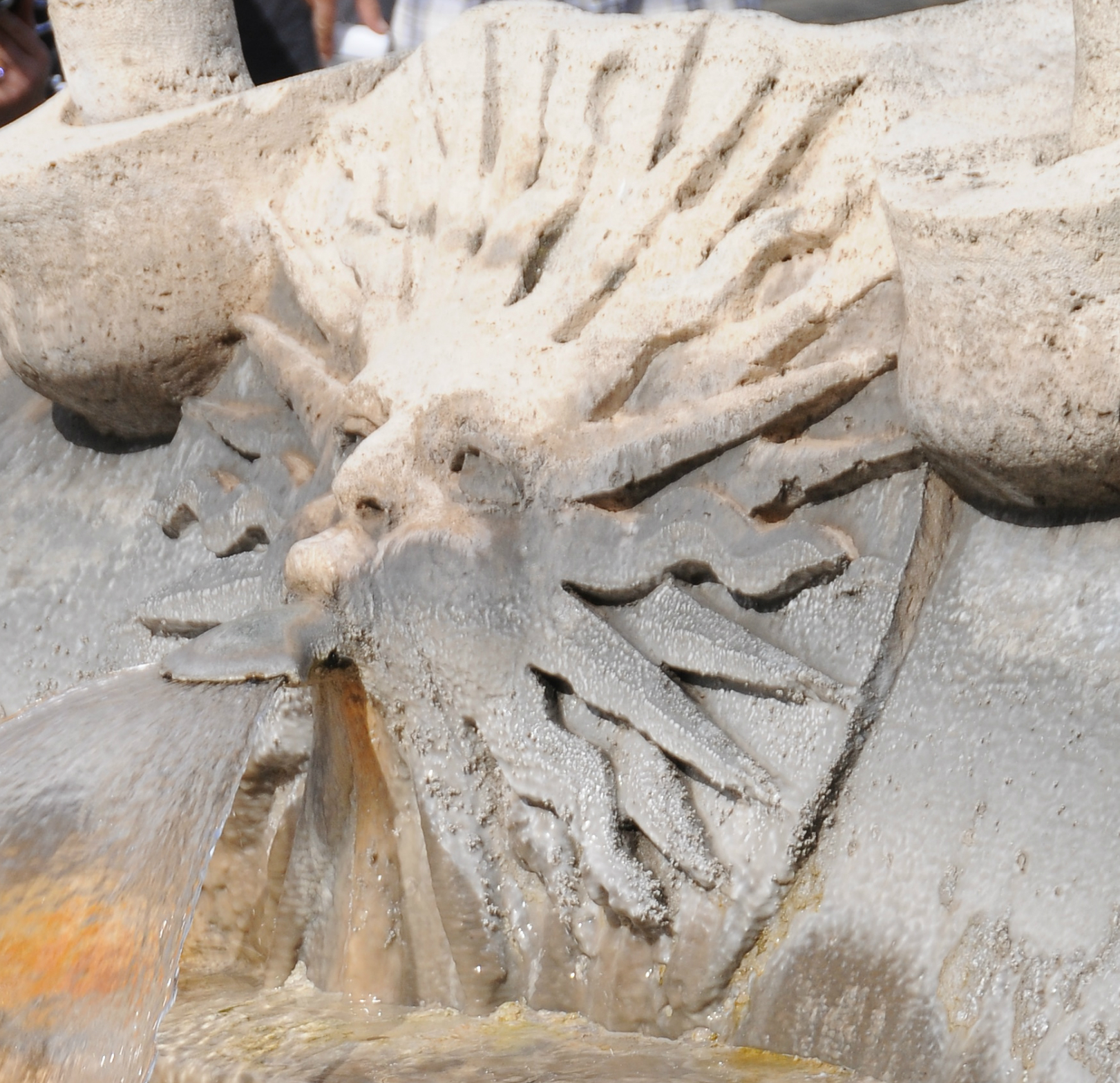
Il Sole dei Barberini. Particolare della Fontana della Barcaccia, commissionata da Urbano VIII Barberini

Ulteriore lettura è che l'intera Giostra sia un'allegoria delle due sfaccettature della multiforme personalità di Cristina di Svezia. In questa visione il carro Roma-Amore alluderebbe alla componente femminile e privata di Cristina, mentre quello dello Sdegno alla sua parte maschile, che ne identifica la dignità e la forza di un re.
Secondo questa ipotesi, infatti, non solo i colori azzurro-argento del primo schieramento sarebbero da riferire alla regina svedese ma anche quelli, rosso-oro, del campo dello Sdegno e delle Amazzoni. Queste ultime tinte infatti, benché anche colori del papa, erano state adottate pure da Cristina come risulta dalla descrizione del suo ingresso a Roma (la fonte è nuovamente Gualdo Priorato), ove si attesta che i cocchieri del corteo reale erano «vestiti a livrea di scarlatto fino guernito di listoni di veluto nero bordato di passamani d’oro».
In sostanza, secondo questo ulteriore tentativo di decifrazione della simbologia del carosello, nella Giostra dei Barberini si farebbe riferimento alla ideale dualità di genere propria della natura di Cristina di Svezia, anticipando un concetto che Giovanni Battista De Luca, nella dedica alla regina venuta dal Nord del suo opuscolo Il Cavaliere e la Dama (1676), espresse in questi termini: «più che ad ogni altro conviene la protezione di questa'opera, del Cavaliere e della Dama, perché nella sua real persona [per l'appunto quella di Cristina di Svezia] singolarmente si uniscono ambe le qualità, di regina e dama per natura nel sesso, di re e cavaliere per virtù nell'animo, nell'intelletto, e nella più che virile fortezza e coraggio, che ha saputo sprezzare marito e regno».
Queste due facce della personalità di Cristina - sempre secondo questa ipotesi interpretativa - troverebbero infine composizione grazie all'intervento di Apollo-Sole (che in effetti mette fine allo scontro tra Amazzoni e Cavalieri) da intendersi qui quale allegoria del papato, alludendosi in tal modo alla conversione della regina e al di lei approdo a Roma.
Allo stesso tempo il riferimento al sole potrebbe avere anche un intento auto-celebrativo del casato dei Barberini, apparendo il principale degli astri nell'araldica di famiglia.

## Galleria: altri dettagli del dipinto

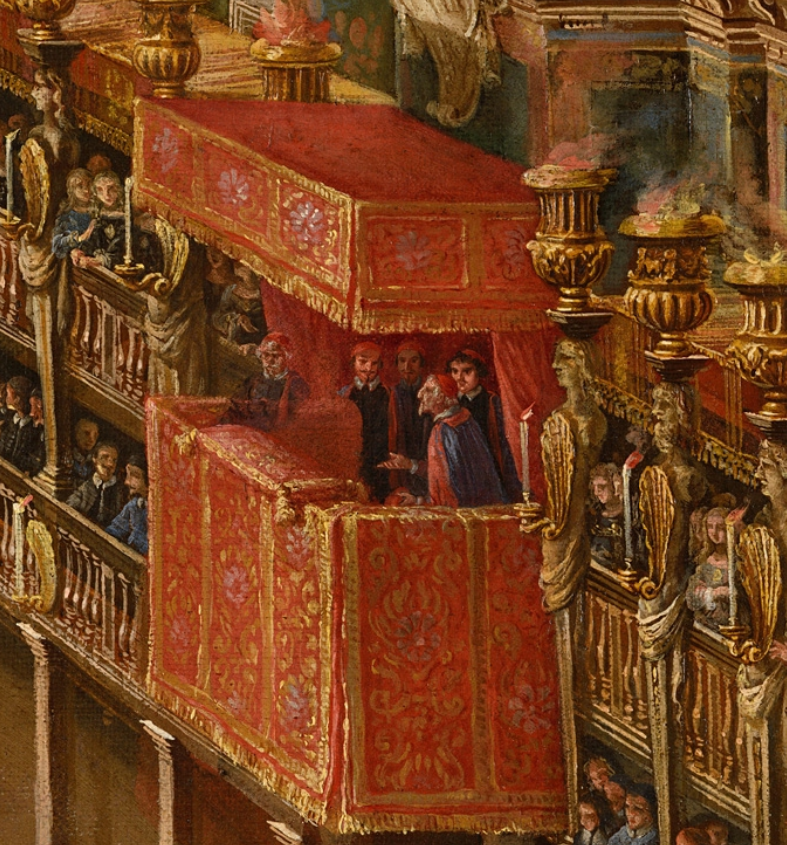
Il palco d'onore
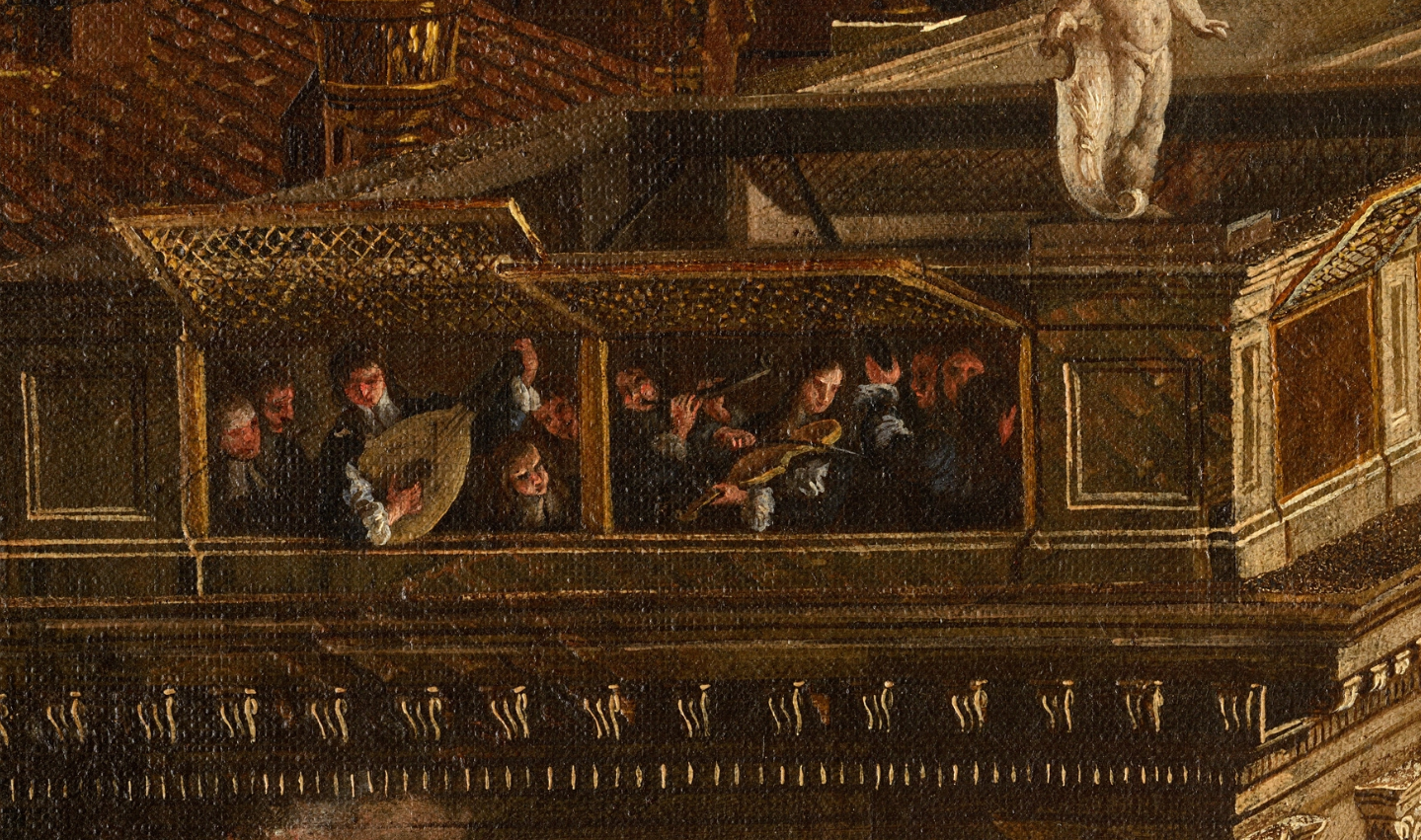
I musici
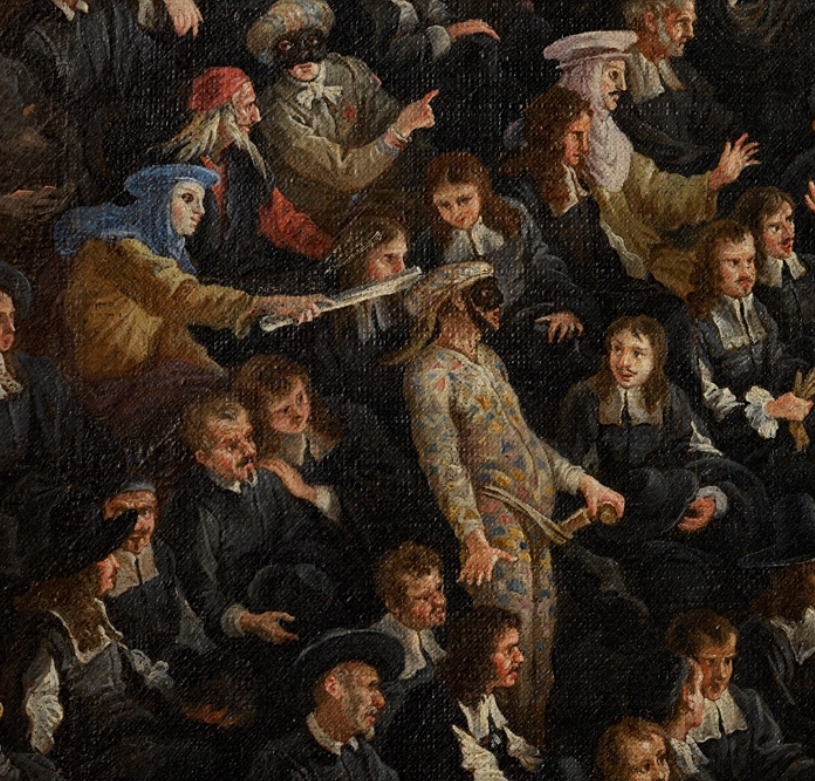
Spettatori in maschera
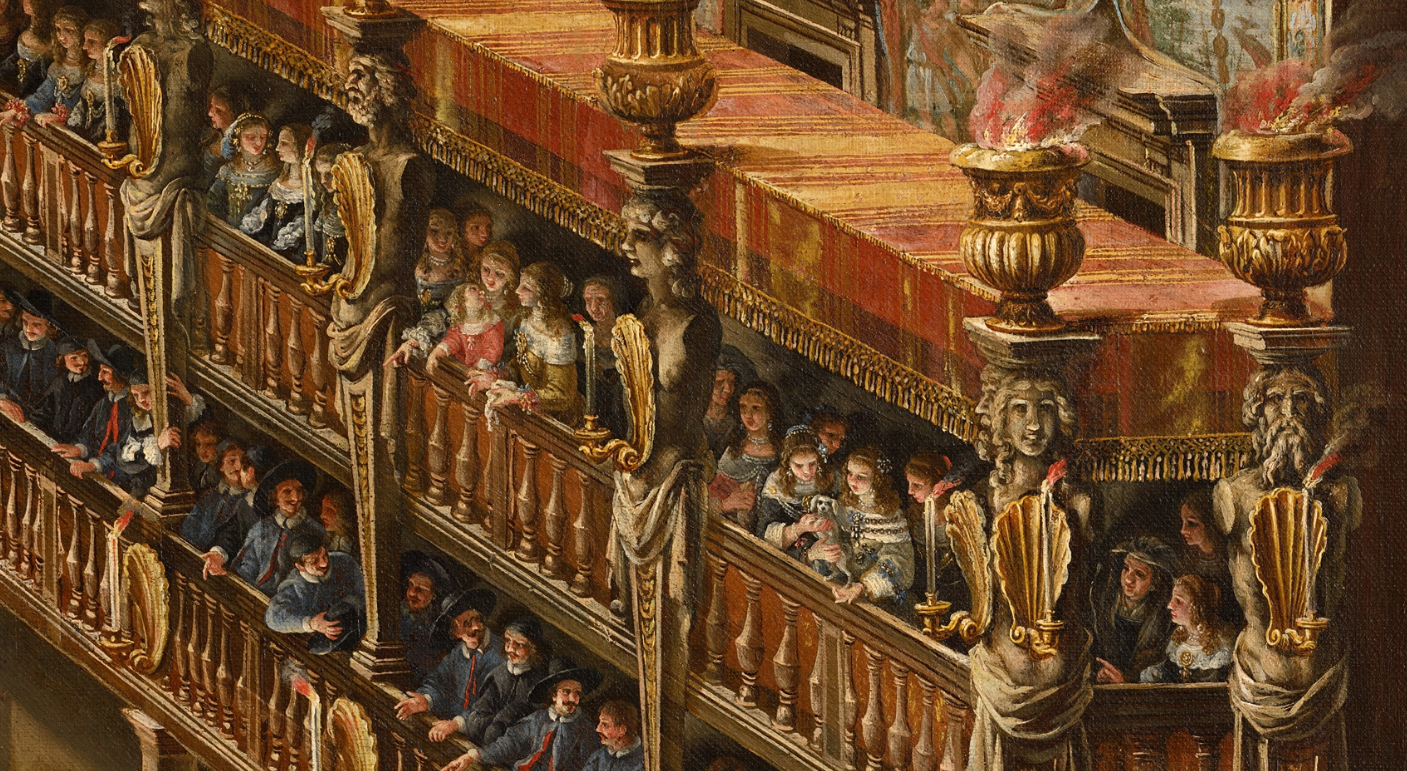
Nobildonne romane
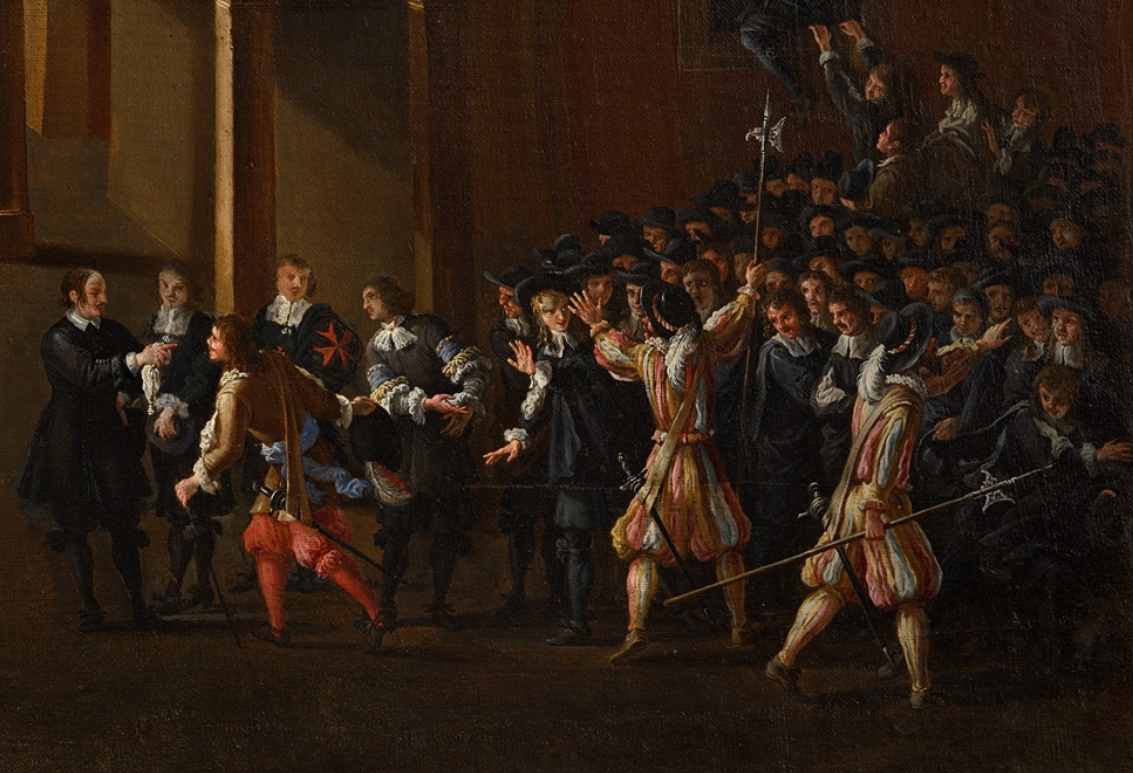
Le guardie respingono la folla che accorre alla festa
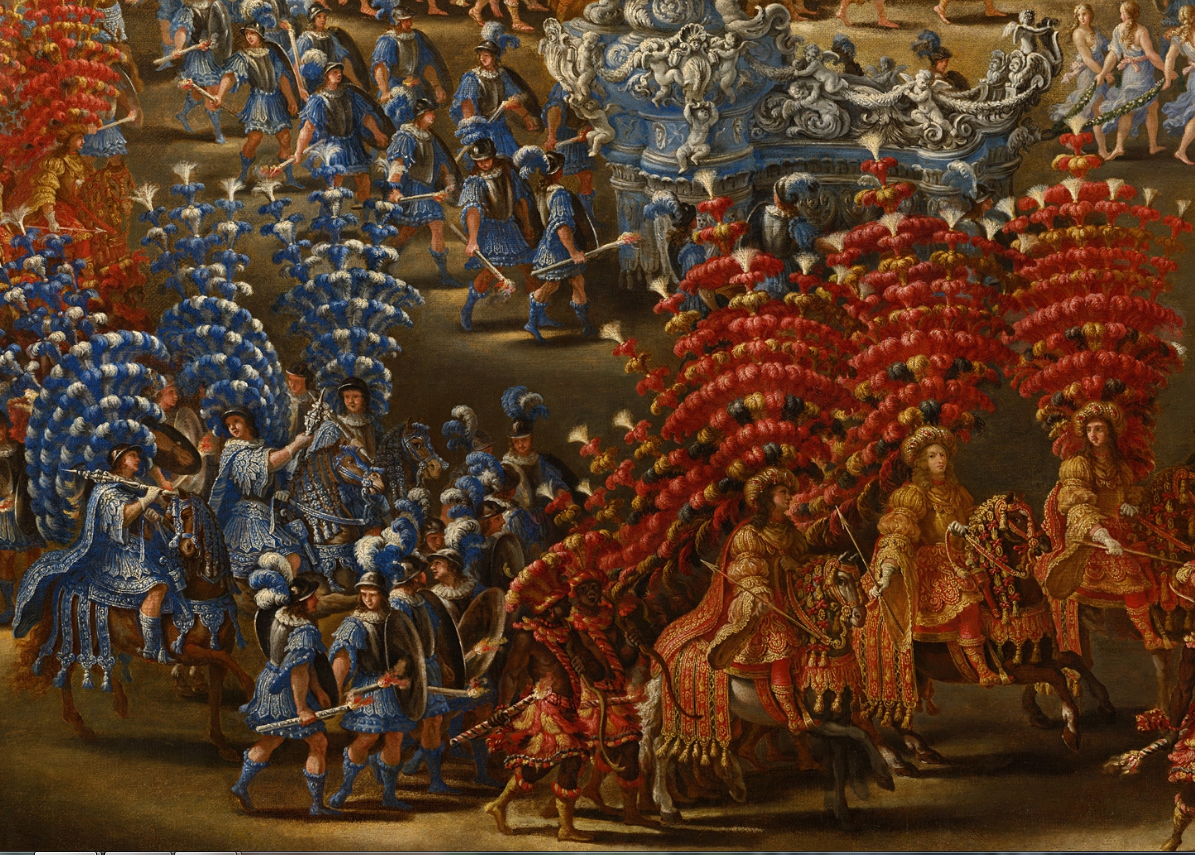
La parata conclusiva